# Vihára
Vihára (विहार) je sanskrtský i pálijský pojem pro buddhistický klášter.
V raném období buddhismu putující mnichové neměli své příbytky, ale v období dešťů bylo třeba se někde uchýlit. Tak vznikaly nejdříve jednoduché lesní příbytky a domy. O jejich vystavění a také o mnišskou stravu se starala bohatší vrstva obyvatel. V současné době pojem vihára představuje buddhistický klášter, i když v některých oblastech (např. na Srí Lance) může pojem vihára označovat i halu se sochou buddhy Šákjamuniho.